# Flug 7500 – Sie sind nicht allein
Flug 7500 – Sie sind nicht allein (Originaltitel Flight 7500) ist ein japanisch-US-amerikanischer Horrorfilm aus dem Jahr 2014 von Takashi Shimizu.

## Handlung
Begleitet werden die zwei Urlaubspaare bestehend aus Lyn und Jack sowie Brad und Pia, der Dieb Jake, der Geschäftsmann Lance Morrell, die junge Frau Raquel, die frisch verheirateten Rick und Liz sowie die Gothic Jacinta auf dem Vista Pacific Airlines Flug 7500 einer Boeing 747-300 von Los Angeles nach Tokio Haneda. Pilot Pete wird auf dem Flug von seiner Frau Laura und Suzy als Flugbegleiterinnen unterstützt. Wenige Stunden nach Start gerät das Flugzeug in Turbulenzen, allerdings beherrscht Pete die Situation und kann das Flugzeug wieder stabilisieren. Allerdings bekommt Lance von den Ereignissen eine Panikattacke und verstirbt in der ersten Klasse im Flugzeug. Daher werden alle Passagiere von der ersten Klasse in die Economy-Klasse versetzt.
Bei der Getränkeausgabe bemerkt Laura aufgrund von in sich zusammenfallenden Plastikwasserflaschen, dass der Druck in der Kabine sinkt und bittet alle Passagiere darum, sich anzuschnallen. Die Sauerstoffmasken werden ausgegeben, von denen allerdings mindestens eine nicht funktioniert. Wenig später wird der Co-Pilot aufgrund einer Rauchentwicklung in der Kabine bewusstlos. Als sich der Kabinendruck wieder normalisiert, findet Laura in der Bordtoilette die leblose Raquel, kann sie allerdings dank einer Sauerstoffflasche wieder reanimieren. Nun wird festgestellt, dass das Funkgerät des Flugzeugs nicht mehr funktioniert und es für Pete unmöglich ist, die Fluglotsen in Tokio zu kontaktieren.
Nachdem wieder Ruhe eingekehrt ist, beschließt Jake die Rolex des toten Lance zu stehlen. Dabei bemerkt er nicht, dass sich der Körper bewegt und wenig später erstarrt Jake. Suzy wird darauf aufmerksam, dass sowohl Jakes als auch Lance’ Körper verschwunden sind. Laura sieht derweil einen F-16-Kampfjet, der das Passagierflugzeug begleitet. In der Folge ereignen sich unerklärliche Sachen betreffend der Elektronik an Bord. Raquel macht einen negativen Schwangerschaftstest auf der Bordtoilette, als der Raum plötzlich von Rauch gefüllt wird und eine Hand sie auf den Boden wirft. Mehrere Passagiere beschließen derweil, die Kiste von Lance zu öffnen und sich an dessen Inhalt zu bedienen. Jacinta kann den Inhalt als eine Shinigami identifizieren, ein Wesen, das die Seelen der Menschen nach ihrem Tod einsammelt, aber nur, wenn sie alles loslassen, was sie an dieser Welt festhält.
Laura durchsucht nun Lances aufgegebenes Gepäck und betritt den Frachtraum durch eine kleine Luke. Eine Hand taucht auf und zerrt Laura weg. Während Suzy an der Luke auf Laura wartet, greift eine andere Hand nach ihr. Suzy rennt in die erste Klasse, während ihr eine Rauchwolke folgt. Der Rauch lichtet sich schnell und Brad, Pia, Rick, Liz und Jacinta beeilen sich, herauszufinden, was los ist. Als Suzy auf sie zugeht, öffnet sich eines der Gepäckfächer und sie verschwindet darin. Während die anderen zum Cockpit eilen, hört Jacinta ihre eigenen Worte und geht zögernd auf eine unbekannte Gestalt zu, die vor ihr auftaucht und sie umarmt.
Die anderen entdecken Pete und den Co-Piloten tot auf ihren Sitzen. Zu ihrem Entsetzen finden sie auf den Passagiersitzen ihre eigenen Leichen, und sie erhalten die Nachricht, dass Flug 7500 eine katastrophale Dekompression erlitten hatte und der F-16-Kampfjet überprüfen sollte, ob es noch Leben an Bord gibt. Nachdem alle toten Passagiere ihren Tod akzeptiert haben und alles loslassen, was sie an der Welt bindet, geht dem Flugzeug schließlich der Treibstoff aus und es stürzt ins Meer. Liz erwacht und stellt fest, dass das Flugzeug leer ist. Sie nimmt ein Geräusch aus einem Mülleimer wahr und geht dem nach. Als sie sich dem Mülleimer nähert, greift eine Hand nach ihr.

## Hintergrund

### Produktion
Gedreht und produziert wurde der Film in Los Angeles.

### Veröffentlichung
Ab Mitte 2014 startete der Film in einigen südostasiatischen Ländern. In Deutschland startete der Film am 4. September 2014 in den Videoverleih, am 7. Dezember 2017 erfolgte die deutsche Free-TV-Premiere. In Japan wurde der Film am 25. Juli 2015 veröffentlicht. Der Film erschien am 12. April 2016 als Video-on-Demand in den USA.
Der Film spielte über 2,8 Mio. US-Dollar ein.

## Rezeption
„Nur phasenweise inszenatorisch und atmosphärisch dichter Spuk-Thriller. Das Flugzeug als hermetischer Ort des Grauens hat durchaus seinen Reiz, insgesamt aber wirkt der Film eher unfertig und unausgegoren.“

„Verhackstückter Horror-Mystery-Mix.“

Doc Acula spricht in seiner Filmreview auf Bad Movies von einem interessanten „Konzept, visuell durchaus stark durchgezogen, aber inhaltlich flach und unspannend dargeboten“. Kritisiert wird die geringe Filmdauer, da weder das Mysterium um die Shinigami aufgeklärt, noch alle wesentlichen Charaktere wirklich beleuchtet werden.
Ash Williams für Horrormagazin zeigt sich erleichtert, dass es sich nicht um einen stereotypischen Katastrophenfilm mit einem Flugzeug handelt. Den Beginn des Films betitelt er noch als „vielversprechend“, doch ist er der Meinung, dass „Story und Gruselmomente ein paar ausgefallenere Ideen hätten vertragen können“. Er bemängelt, dass das Böse an Bord zu kurz kommt. Er findet, dass man „hin und wieder mit den Hauptdarstellern“ sympathisiere. Final vergibt er drei von fünf Sternen.
Im Audience Score, der Zuschauerwertung auf Rotten Tomatoes, hat der Film bei weniger als 50 Bewertungen eine Wertung von 33 %. In der Internet Movie Database hat der Film bei über 17.000 Stimmenabgaben eine Wertung von 4,8 von 10,0 möglichen Sternen (Stand: Februar 2024).